# Bohuš II. Kostka z Postupic
Bohuš II. Kostka z Postupic (okolo 1440? – 29. ledna 1505 asi Litomyšl) byl český šlechtic z rodu Kostků z Postupic. Vlastnil rozsáhlá panství ve východních Čechách, kde mj. rozvíjel těžbu cenných kovů, působil též jako nejvyšší mincmistr na dvoře českého krále Vladislava II. Jagellonského. Znám je především pro svou podporu tehdy vznikající evangelické Jednoty bratrské, jejímž významným centrem se v době jeho působení stala jím vlastněná Litomyšl.

## Životopis

### Mládí
Pocházel ze starého českého šlechtického rodu Kostků z Postupic, byl synem Jana I. Kostky († asi 1486) a vnukem Viléma Kostky z Postupic, vůdce utrakvistů v husitských válkách a zakladatele rodu. V době pohusitského interregna rod podporoval Jiřího z Poděbrad, zvoleného později českým sněmem za českého krále.

### Panství Litomyšl a Lanšperk
Po svém otci zdědil panství Litomyšl a Lanšperk, jejichž zástavní držbu mu v květnu 1472 potvrdil král Vladislav Jagellonský. Sídlil na litomyšlském hradě. Stal se také podporovatelem a ochráncem českých bratří, kteří v Litomyšli měli sbor, jenž spolu s Mladou Boleslaví tehdy patřil ke dvěma hlavním centrům jednoty v Čechách. Bratří se usazovali zejména v části města zvané Olivetská hora, kde bylo dříve správní centrum litomyšlského biskupství, na tzv. Novém (Horním) městě. Byl zde zřízen také nový špitál a škola. Anna Šárovcová z Šárova pak darovala bratřím svůj dům (čp. 11), který sloužil jako sídlo sboru. Bohuš II. Kostka rovněž na počátku 16. století podpořil vznik tiskárny Pavla z Meziříčí, který zde mezi lety 1506-1532 tiskl knihy, především raná díla jednoty bratrské. Litomyšl se tak stala pátým městem v Čechách, kde působila tiskárna. Ve městě v té době žila také Marta z Boskovic, moravská šlechtična, která roku 1507 odeslala list králi Vladislavovi na obranu jednoty bratrské. Bývá tak označována za první česky píšící autorku.

### Výprava Českých bratří do zahraničí
Bohuš Kostka s bratry vášnivě a rád diskutoval ve věcech náboženství a teologie a dobrali se k otázce, zda někde na světě ještě existují původní křesťané, tedy křesťané žijící podle původního Kristova učení. Rozhodli se tedy vyslat čtyři bratry, Bratra Lukáše, rytíře Mareše Kokovce, Martina Kabátníka a jakéhosi Kašpara, pan Kostka byl mecenášem cesty. V březnu 1491 vyrazili všichni čtyři z Litomyšle, B. Lukáš směřoval zřejmě na Západ, zejména do Itálie na pozvání Valdenských. Zbylí tři bratři doputovali do Cařihradu a zde se rozešli. Mareš se vydal do dnešního Ruska, Kašpar do evropského Turecka a Martin Kabátník měl procestovat Blízký východ. Z těchto zemí se Kabátník roku 1492 navrátil do Litomyšle, kde, protože sám psát neuměl, nadiktoval svou knihu svému příteli, litomyšlskému notáři a měšťanovi Adamu Bakaláři. Kniha nazvaná Cesta z Čech do Jeruzaléma a Egypta byla poprvé vydána až v roce 1539.
Na svých panstvích rozšířil důlní činnost, roku 1491 povýšil Litomyšl na horní město. V roce 1497 hostil na hradě v Litomyšli krále Vladislava Jagellonského, který se svým dvorem cestoval přes Litomyšl z Prahy do Budína. Od roku 1499 až do své smrti vykonával úřad nejvyššího mincmistra Království českého (v letech 1458–1468 tuto funkci vykonával jeho strýc Zdeněk Kostka z Postupic). Roku 1500 se v této funkci podílel na vydání Vladislavského zřízení zemského.

### Úmrtí
Zemřel 29. ledna 1505, patrně v Litomyšli a byl zde patrně také pohřben.

### Rodina
Zanechal po sobě pouze dvě dcery, Annu a Markétu, které provdal za Jana a Vojtěcha z rodu Pernštejnů. Jeho bratr Jan (II.) zemřel v únoru 1509 bez potomků, většina majetku Kostků pak připadla Zdeňkovi (IV.), vnukovi Viléma Kostky a synu Bohuše I. Z jeho čtyř synů (Vilém, Zdeněk, Jan a Bohuš) nikdo neměl mužského potomka, a tak Bohušem III. Kostkou z Postupic, který přišel o velkou část majetku za účast na stavovském povstání v roce 1547, rod vymřel (asi v roce 1557).